# Adélaïde Fassinou

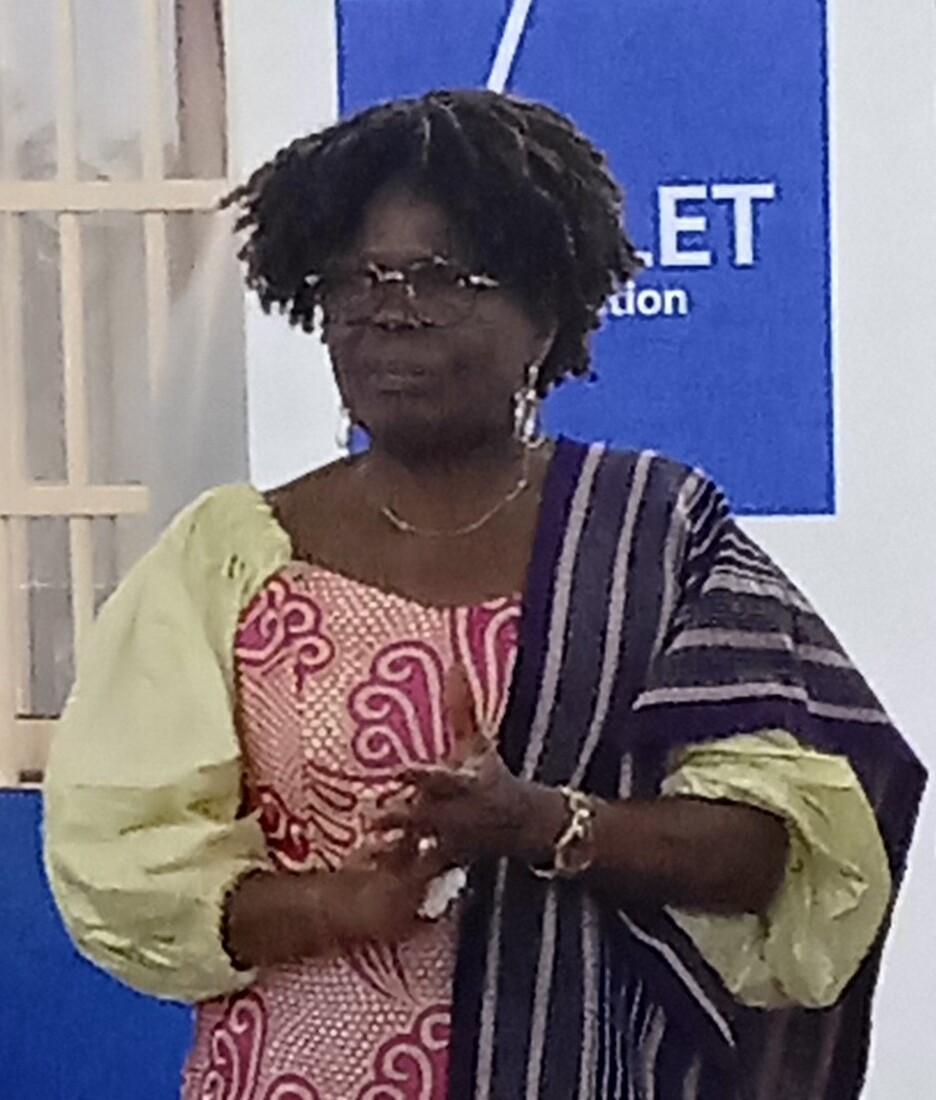
Adélaïde Fassinou, 2024

Adélaïde H. Edith Bignon Fassinou (geb. Allagbada, * 15. September 1955 in Porto-Novo) ist eine beninische Autorin.

## Leben
Fassinou wurde in der Hafenstadt Porto-Novo geboren, der Hauptstadt des Landes wie auch Hauptstadt des Départements Ouémé. Sie schloss 1986 die Schule ab, absolvierte eine Literaturstudium und Französischlehrerin an weiterführenden wie auch Hochschulen. Im Rahmen eines forschungsorientierten Postgraduiertenstudiums erwarb sie zusätzlich das Hochschuldiplom DEA. Im Jahr 1999 übernahm sie eine Position am Institut National pour la Formation et la Recherche en Éducation (INFRE), dem nationalen beninischen Institut für Ausbildung und Forschung im Bildungswesen, und 2005 wurde sie zur Generalsekretärin Benins für die UNESCO berufen.
Ihr Debütroman Modukpè, le rêve brisé erschien 2000 bei dem Pariser Verlag L'Harmattan.

## Werke (Auswahl)
- Modukpè, le rêve brisé, L'Harmattan, Paris 2000, ISBN 2-7384-9091-3
- Yémi ou le Miracle de l'Amour, Editions du Flamboyant, Cotonou 2000, ISBN 99919-41-04-5
- L'Oiseau messager, Editions Ruisseaux d'Afrique, Cotonou 2002, ISBN 99919-972-3-7
- Toute une vie ne suffirait pas pour en parler, L'Harmattan, Paris 2002, ISBN 2-7475-3344-1
- Jeté en pâture, L'Harmattan, Paris 2005, ISBN 2-7475-8718-5